# 2S1 Gvozdika
2S1 Gvozdika (rusă: 2С1 «Гвоздика»; română: garoafă) este un obuzier autopropulsat sovietic de 122 mm care seamănă cu PT-76, însă de fapt este o altă versiune a transportorului de trupe MT-LB. „2S1” este denumirea sa GRAU. O altă denumire rusească este SAU-122, dar în armata rusă este cunoscut de obicei sub numele de Gvozdika (Garoafă). 2S1 poate fi transformat cu ușurință într-un vehicul amfibiu și, odată ce intră în apă, este propulsat de către șenile. Este disponibilă o varietate de șenile mai late, care îi permit lui 2S1 să opereze în condiții de zăpadă sau mlaștină. De asemenea, este protejat în caz de contaminări nucleare, biologice sau chimice și dispune de vedere pe timp de noapte cu infraroșu.

## Istoria producției
Primul prototip a fost gata în 1969. 2S1 a intrat în serviciul Armatei Roșii la începutul anilor '70 și a fost văzut pentru prima dată în public la o paradă a forțelor de uscat poloneze în 1974. Vehiculul a fost distribuit în numere mari (72 la o divizie de tancuri, 36 la o divizie de infanterie motorizată). A fost denumit M1974 de către armata SUA și a fost produs în fabrici de stat bulgare, poloneze și rusești.

## Variante

### Fosta Uniune Sovietică
- MT-LBu – O variantă mai mare a lui MT-LB, are șasiul mai lung și motorul mai puternic decât 2S1.
- UR-77 „Meteorit” (ustanovka razminirovaniya) – vehicul pentru curățat mine, cu o superstructură asemănătoare cu o turelă, pentru două rampe de lansare. Acestea sunt folosite pentru a arunca, cu ajutorul rachetelor, furtunuri pentru curățat mine UZP-77 într-un câmp minat, după care furtunurile sunt detonate la comandă. Astfel, o zonă de 90 pe 6 metri poate fi curățată. UR-77 este succesorul lui UR-67, bazat pe BTR-50.
- RKhM „Kașalot” (razvedivatel'naya chimiceskaya mașina) – vehicul de recunoaștere chimică cu dispozitive pentru detecție, marcare și alarmă. Acest model are forma carcasei și spatele lui 2S1, însă șasiul scurt și turela cu mitralieră ale lui MT-LB. Fosta denumire vestică: ATV M1979/4.

- RKhM-K – versiune pentru comandă cu echipament de comunicații adițional, însă fără senzori sau indicatoare

### Polonia
- 2S1M – îmbunătățit cu echipament amfibiu

### România

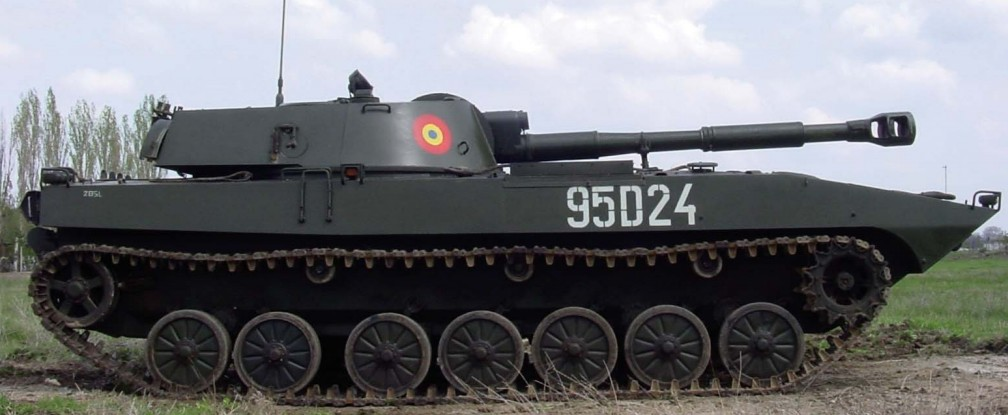
Obuzierul autopropulsat Model 89.

- Model 89 – variantă românească ce folosește o versiune modificată a carcasei lui MLI-84

### Iran
- Raad-1 (tunet) – variantă iraniană care este bazată pe carcasa transportorului de trupe Boragh

### Bulgaria
- BMP-23 (bojna mașina na pekhotata) – vehicul de sprijin pentru infanterie cu un tun 2A14 de 23 mm și rachete antitanc ghidate 9K11 „Malyutka” într-o turelă pentru doi oameni. Șasiul este bazat pe acela de la MT-LB, însă având componente de la 2S1 și fiind echipat cu un motor de 315 cai putere.

- BMP-23D – versiune îmbunătățită cu 9K111 „Fagot” și lansatoare de grenade fumigene
- BRM-23 – vehicul de recunoaștere (prototip)

- BMP-30 – șasiu similar cu cel de la BMP-23, însă cu turela lui BMP-2 de fabricație sovietică. Numai zece bucăți au fost construite.

### Sudan
- Abu Fatma – aceasta pare a fi o versiune sub licență

### Operatori
- Algeria - 145
- Angola
- Armenia - 10
- Azerbaidjan - 15
- Bosnia și Herțegovina - 5
- Belarus - 246 [1]
- Bulgaria - 506
- Cuba
- Croația - 9
- Eritreea - 20 [2]
- Etiopia

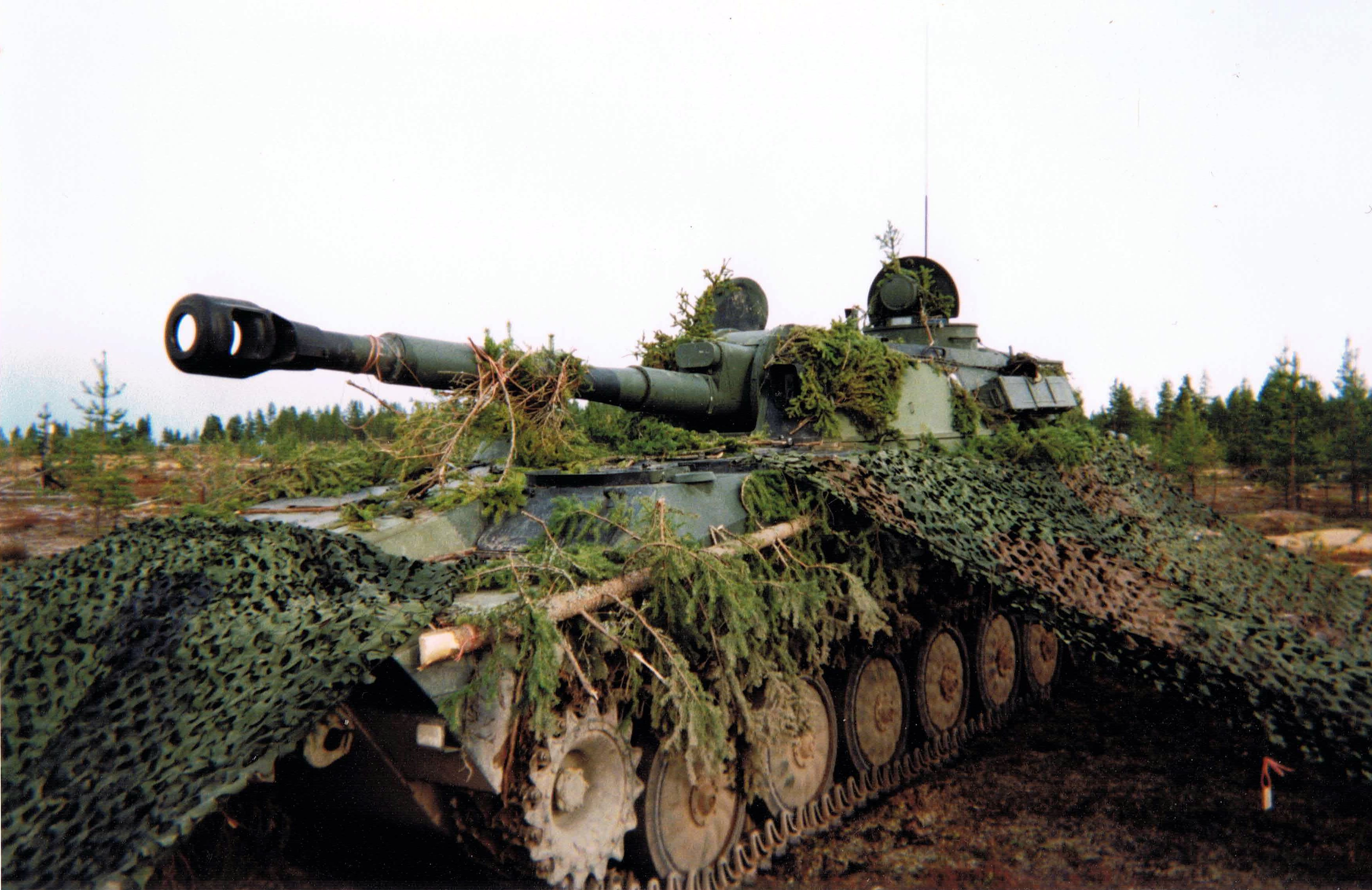
Camuflarea unui obuzier autopropulsat 2S1 din armata finlandeză

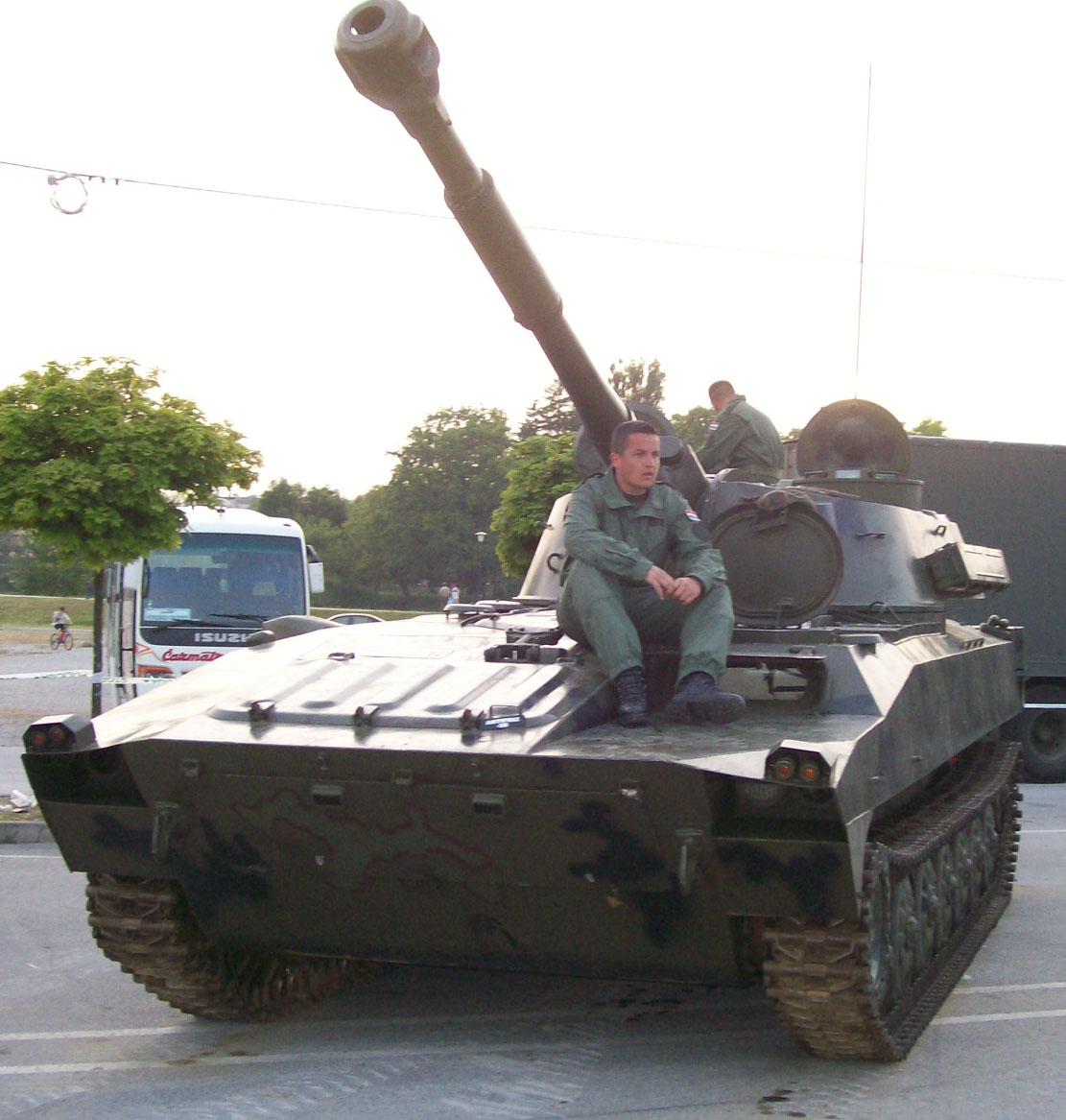
Gvozdika din armata croată de uscat

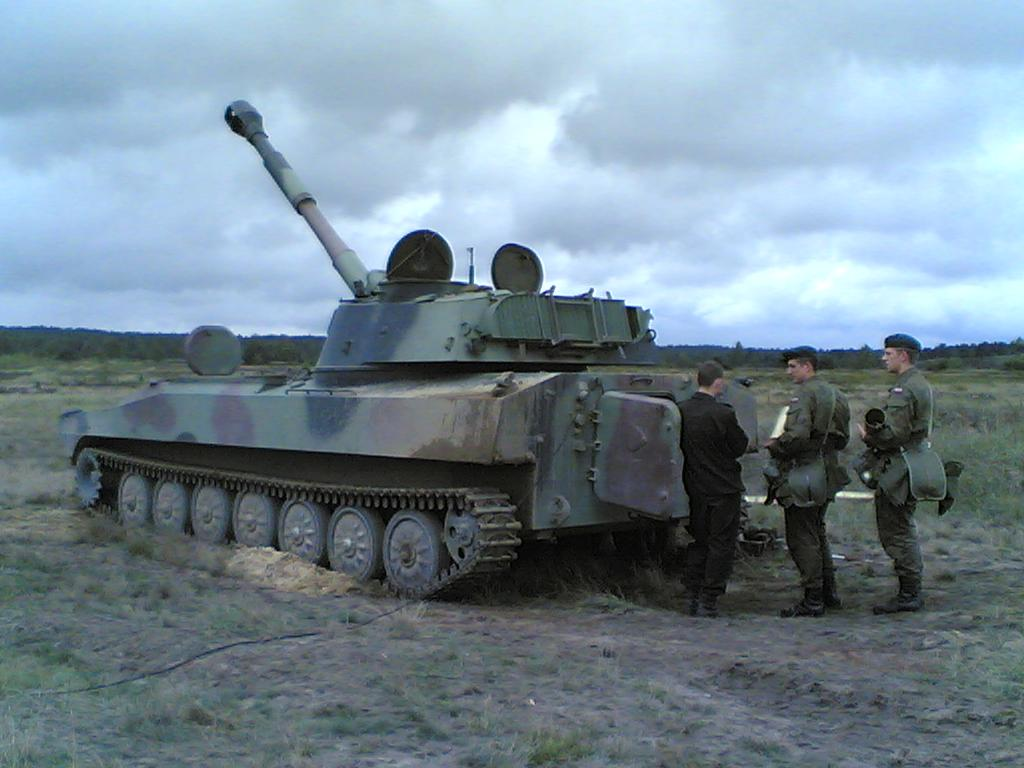
Gvozdika aparținând forțelor de uscat poloneze, la poligonul de tragere

- Finlanda - 72 (cunoscut ca 122 PsH 74)
- Georgia - 85
- Ungaria - 153
- Iran
- Irak
- Kazahstan - 10
- Libia
- Polonia - 533
- România - 48
- Osetia de Sud
- Serbia - 72
- Slovenia  - 8 în rezervă
- Slovacia - 49
- Siria - 400
- Ucraina - 638 [3]
- Uruguay - 12
- Uzbekistan
- Vietnam
- Yemen
- Zimbabwe - 12

### Foști operatori

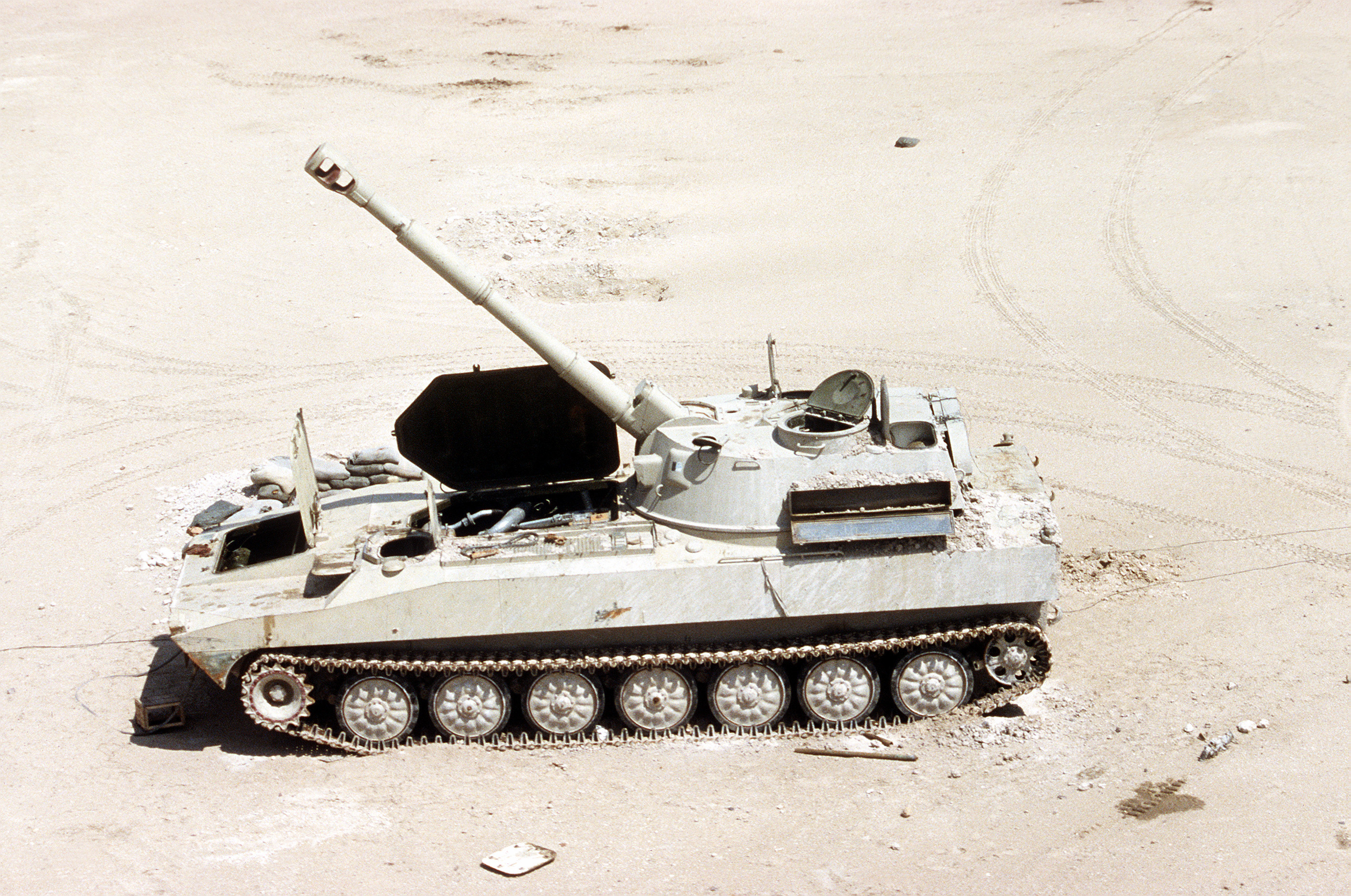
Un obuzier autopropulsat irakian M-1974 122mm părăsit în deșert după retragerea forțelor irakiene în timpul Războiului din Golf

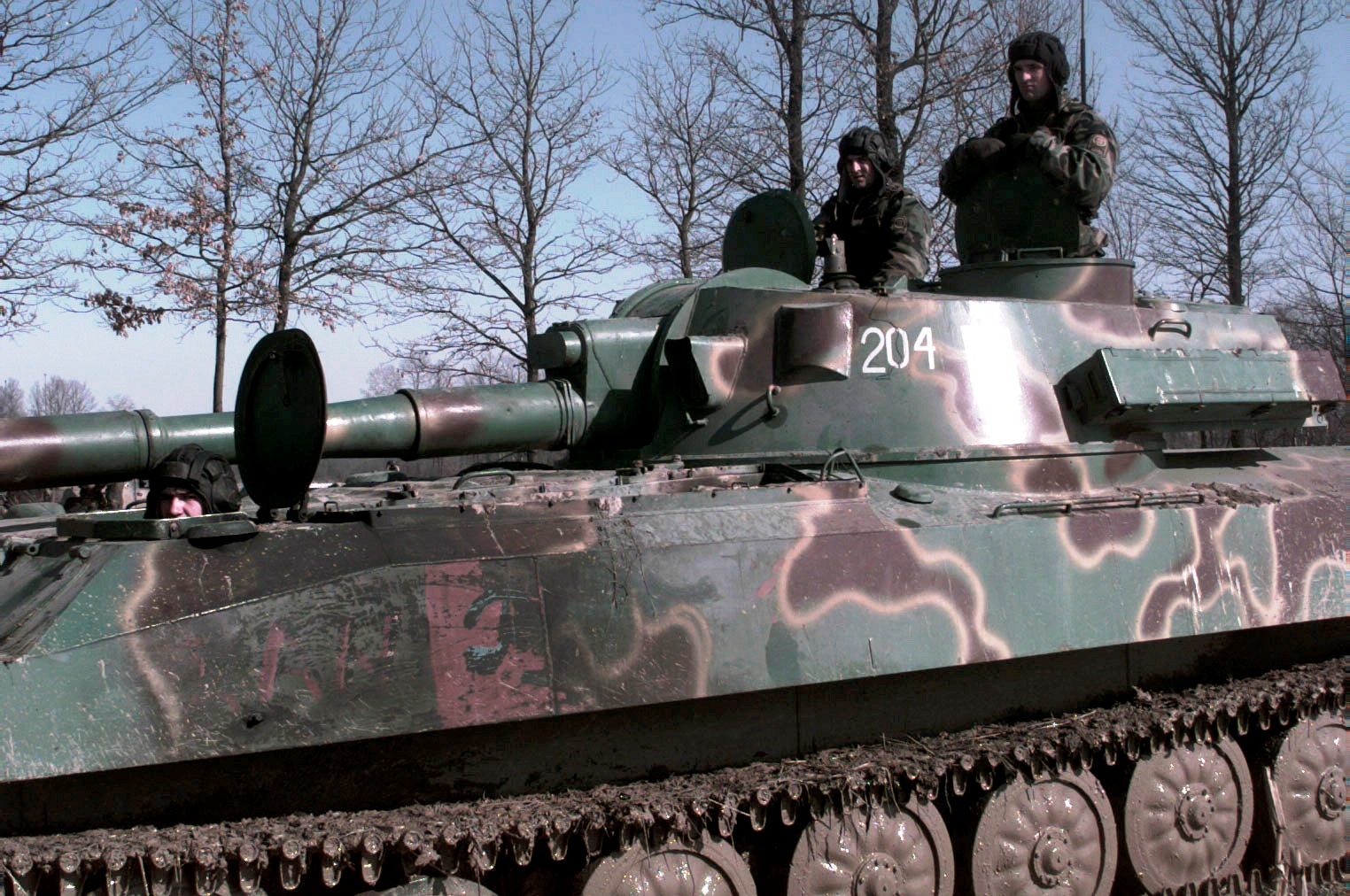
2S1 SPH sârbesc capturat de Consilul de apărare croat în timpul Războiului bosniac

- Cehia – Depășit la începutul anilor 2000.
- Cehoslovacia - Preluat de statele succesoare.
- Republica Federală Iugoslavia - Preluat de statele succesoare.
- Rusia – Depășit în 2007 (înlocuit de 2S19 și 2S9)
- Uniunea Sovietică - Preluat de statele succesoare.
- Iugoslavia - Preluat de statele succesoare.

## Participare la conflicte
- Cecenia (Rusia) – Al doilea război cecen (1999-2000)
- Irak – Războiul din Golf, Războiul din Irak
- Republica Federală Iugoslavia – Războaiele iugoslave, Războiul din Kosovo
- Războiul din Osetia de Sud (2008)